# Continental (tennis)
Continental è un'impugnatura usata per i colpi al volo, per il servizio e, in tempi meno recenti, per il diritto nel tennis. 
L'impugnatura è quella base, che viene insegnata ai principianti nelle prime lezioni di tennis e si caratterizza per essere simile a quella della stretta di mano tra due persone. Il piatto corde guarda leggermente verso l'alto dal lato del diritto e verso il basso dal lato del rovescio. Non consente di conferire effetto in top-spin nel diritto e per questo è caduta in disuso (l'ultimo tennista di alto livello a giocare il diritto con presa continental è stato lo svedese Stefan Edberg). Oggi nel colpo del diritto è stata sostituita dalla presa Eastern, mentre viene ancora utilizzata, con piccoli necessari adattamenti, da molti tennisti sul lato del rovescio (Roger Federer su tutti).